# Dekanat chimkowski
Dekanat chimkowski – jeden z 48 dekanatów eparchii moskiewskiej obwodowej Rosyjskiego Kościoła Prawosławnego. Obejmuje cerkwie położone w części rejonu chimkowskiego obwodu moskiewskiego. Funkcjonuje w nim czternaście cerkwi parafialnych miejskich, dwie cerkwie parafialne wiejskie, cztery cerkwie filialne, cerkiew domowa, trzy cerkwie-baptysteria i osiem kaplic.
Funkcję dziekana pełni protojerej Artiemij Grankin.

## Cerkwie w dekanacie[1]
- Cerkiew św. Cara Mikołaja II w Dołgoprudnym

Kaplica Opieki Matki Bożej w Dołgoprudnym
- Cerkiew św. Michała Archanioła w Łobnej
- Cerkiew św. Matrony Moskiewskiej w Łobnej
- Cerkiew Ikony Matki Bożej „Karmiąca Chlebem” w Łobnej
- Cerkiew św. Filareta w Łobnej

Cerkiew Ikony Matki Bożej „Wszystkich Spragnionych Radość” w Łobnej
- Cerkiew Obrazu Chrystusa Zbawiciela Nie Ludzką Ręką Uczynionego w Łobnej
- Cerkiew św. Serafina z Sarowa w Łobnej

Cerkiew św. Serafina Cziczagowa w Łobnej
- Cerkiew Trójcy Świętej w Schodniej

Cerkiew-baptysterium św. Jana Chrzciciela w Schodniej
Kaplica św. Matrony Moskiewskiej w Schodniej
- Cerkiew Zaśnięcia Matki Bożej w Trachaniejewie

Kaplica św. Włodzimierza w Trachaniejewie
- Cerkiew św. Jerzego w Firsanowce

Cerkiew-baptysterium św. Ignacego Brianczaninowa w Firsanowce
Kaplica św. Jana Rycerza w Firsanowce
Kaplica św. Sergiusza z Radoneża w Firsanowce
- Cerkiew Świętych Piotra i Pawła w Chimkach

Cerkiew Świętych Piotra i Febronii w Chimkach
Cerkiew domowa św. Łukasza (Wojno-Jasienieckiego) w Chimkach
Kaplica Świętych Piotra i Febronii w Chimkach
Kaplica św. Eliasza w Chimkach
- Cerkiew Objawienia Pańskiego w Chimkach

Cerkiew Opieki Matki Bożej w Chimkach
- Cerkiew św. Matrony Moskiewskiej w Chimkach
- Cerkiew św. Aleksandra Newskiego w Chimkach

Cerkiew-baptysterium Fiodorowskiej Ikony Matki Bożej w Chimkach
- Cerkiew Świętych Nowomęczenników i Wyznawców Rosyjskich w Chimkach
- Cerkiew św. Warusa w Chimkach

Kaplica św. Igora w Chimkach